# Semliki
Semliki är ett vattendrag i Kongo-Kinshasa, på gränsen till Uganda. Det ligger i den nordöstra delen av landet, 1 800 km öster om huvudstaden Kinshasa. Semliki förbinder Edwardsjön och Albertsjön.